# George Schroth
George Schroth   (Sacramento, 31 de desembre de 1899 - Los Molinos, 26 de gener de 1989) va ser un waterpolista estatunidenc que va competir durant la dècada de 1920. Era el marit de la nedadora Frances Schroth.
El 1924 va prendre part en els Jocs Olímpics de París, on va disputar la competició de waterpolo, en què guanyà la medalla de bronze. Quatre anys més tard, als Jocs d'Amsterdam, fou cinquè en la competició de waterpolo.